# Nawojka Cieślińska-Lobkowicz
Nawojka Cieślińska-Lobkowicz (ur. 1953 w Gdańsku) – polska historyczka sztuki, kuratorka wystaw, autorka około stu publikacji na temat dzieł sztuki oraz innych dóbr kultury zrabowanych w czasie II wojny światowej ze zbiorów publicznych i prywatnych polskich i żydowskich właścicieli, a także kwestii związanych z ich powojenną restytucją. Pracowała w polskiej służbie dyplomatycznej, zajmowała się muzealnictwem, edytorstwem i publicystyką.

## Życiorys
Ukończyła VI Liceum Ogólnokształcące im. Tadeusza Reytana w Warszawie (1971) i studia z zakresu historii sztuki na Uniwersytecie Warszawskim. W 1980 roku kierowała czasopismem „Sztuka”, z którego została zwolniona w 1981 roku po wprowadzeniu stanu wojennego w Polsce. W latach 80. współpracowała z „Przeglądem Powszechnym” oraz „Tygodnikiem Mazowsze”. Konspiracyjna działaczka opozycji demokratycznej w PRL.
W latach 1991–1995 radca ds. kultury Konsulatu Generalnego Rzeczypospolitej Polskiej w Kolonii, założycielka Instytutu Polskiego w Düsseldorfie, którego była dyrektorką. W latach 1996–1997 dyrektorka Muzeum Sztuki w Łodzi. Współpracowała m.in. z „Tygodnikiem Powszechnym” i „Gazetą Wyborczą”. Przygotowała sześciotomową edycję Pism wybranych Jacka Woźniakowskiego (wybór, wstęp i opracowanie, Universitas, Kraków 2012). Członkini Europejskiej Akademii Nauk i Sztuk Pięknych w Salzburgu.
Żona Nikolausa Lobkowicza (1931–2019). Mieszka w Warszawie i w Starnbergu koło Monachium.